# Miconia semicrenata
Miconia semicrenata là một loài thực vật có hoa trong họ Mua. Loài này được (Rich.) D. Don mô tả khoa học đầu tiên năm 1830.